# Tunnelbacken, Stockholm

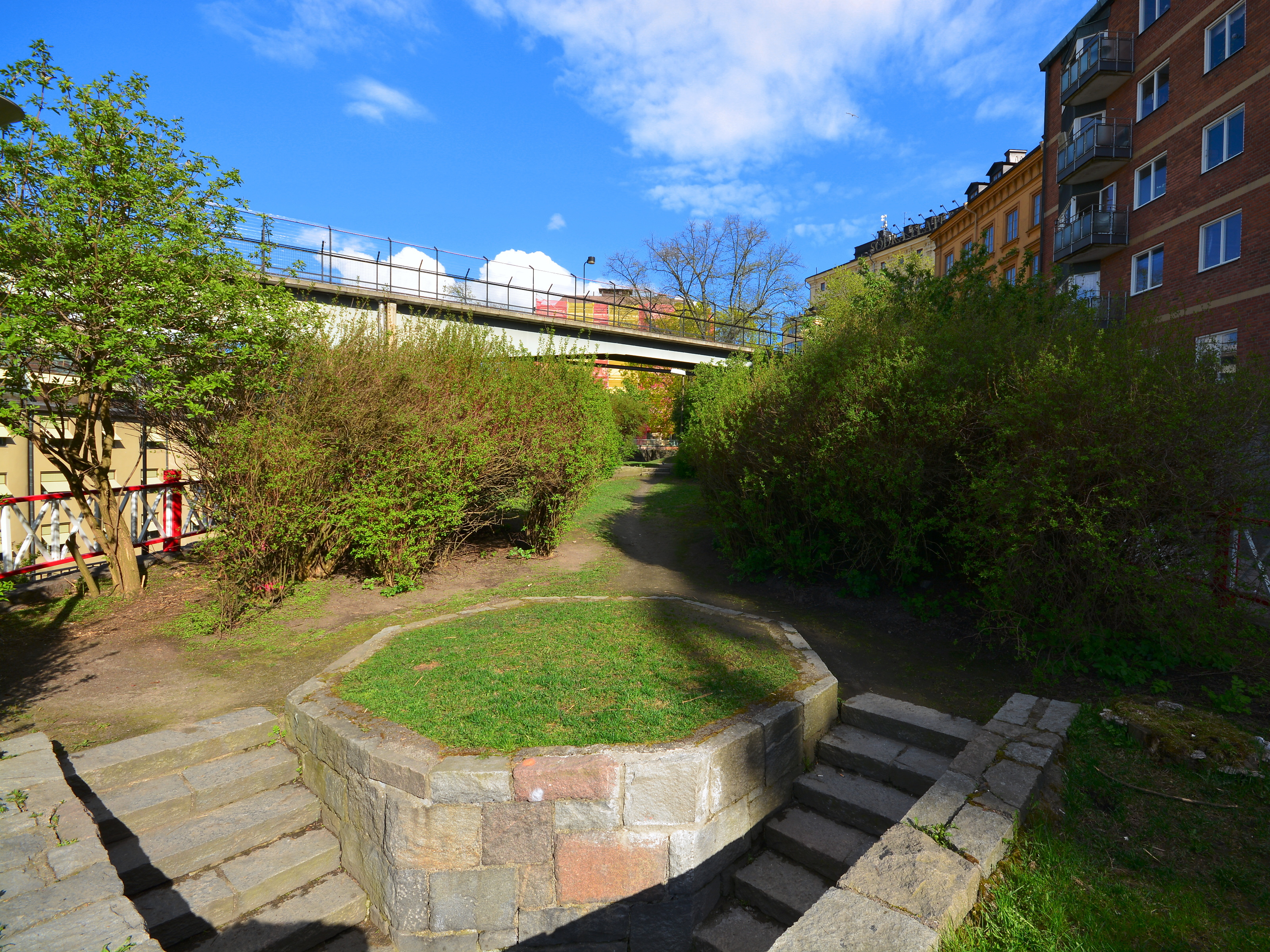
Den översta terrassen sedd från väster.

Tunnelbacken är en liten park om 0,2 hektar belägen mellan Klevgränd och Katarinavägen på Södermalm, Stockholm. Parken fick sitt nuvarande namn redan 1925 och anlades 1968–1969.

## Beskrivning
Parken är anlagd på Katarinabergets södra klippvägg ner mot Katarinavägen. Den är utformad som ett terrassystem med flera "rum" och har sitt namn efter Katarinatunneln. Det var en projekterad tunnel för vägtrafik som aldrig byggdes (ej att förväxla med Katarinatunneln för spårtrafik). Intill Tunnelbacken ligger Harald Lindbergs trappor och under parken har P-hus Slussen sina in- och utfarter. Soffor finns utplacerade på flera ställen. Vid Klevgränds vändplan finns en öppen, mer torgliknande utsiktsplats. 
Den finns antagen som ett renoveringsobjekt i Stockholms stads lista över parker som är i behov av upprustning från 2009. Förslaget är att bland annat förbättra belysningen och renhållningen samt göra en allmän uppsnyggning av anläggningen.